# Liga Mexicana de Football Amateur Association 1914-15
La Temporada 1914-15 fue la edición XIII de la Liga Mexicana de Football Amateur Association que comenzó el 4 de octubre de 1914 y terminó en 1915.

## Equipos participantes
| Equipo        | Ciudad           |
| ------------- | ---------------- |
| España        | Ciudad de México |
| Club México   | Ciudad de México |
| Pachuca A. C. | Pachuca, Hidalgo |
| Rovers F. C.  | Ciudad de México |

## Tabla de goleadores
|   | Jugador            | Club        | Goles |
| - | ------------------ | ----------- | ----- |
| 1 | Harold B. Payne    | Rovers FC   | 3     |
| 1 | Bernardo Rodríguez | España      | 3     |
| 1 | Francisco Valle    | España      | 3     |
| 2 | Carlos Orozco      | Pachuca AC  | 2     |
| 2 | Alfred C. Crowle   | Pachuca AC  | 2     |
| 2 | Albert Pengelly    | Pachuca AC  | 2     |
| 3 | Serafín Cerón      | Club México | 1     |
| 3 | Arthur Hammond     | Rovers FC   | 1     |
| 3 | Percy Owens        | Rovers FC   | 1     |
| 3 | Abigail Quiroz     | Club México | 1     |
| 3 | Alfonso Ortiz      | Pachuca AC  | 1     |
| 3 | Juan Vial          | Pachuca AC  | 1     |

## Tabla General
|    | Equipos     | PJ | G | E | P | GF | GC | Dif. | Pts. |
| -- | ----------- | -- | - | - | - | -- | -- | ---- | ---- |
| 1° | España      | 6  | 5 | 1 | 0 | 8  | 1  | +7   | 11   |
| 2° | Pachuca AC  | 6  | 3 | 2 | 1 | 8  | 4  | +4   | 8    |
| 3° | Rovers FC   | 6  | 1 | 1 | 4 | 5  | 7  | -2   | 3    |
| 4° | Club México | 6  | 1 | 0 | 5 | 2  | 11 | -9   | 2    |

| España Campeón 2° título. |